# Cantone di Thiron-Gardais
Il Cantone di Thiron-Gardais era una divisione amministrativa dell'arrondissement di Nogent-le-Rotrou.
A seguito della riforma approvata con decreto del 24 febbraio 2014, che ha avuto attuazione dopo le elezioni dipartimentali del 2015, è stato soppresso.

## Composizione
Comprendeva i comuni di:
- Chassant
- Combres
- Coudreceau
- La Croix-du-Perche
- Frazé
- Frétigny
- Happonvilliers
- Marolles-les-Buis
- Montigny-le-Chartif
- Nonvilliers-Grandhoux
- Saint-Denis-d'Authou
- Thiron Gardais